# Iredalea inclinata
Iredalea inclinata é uma espécie de gastrópode do gênero Iredalea, pertencente a família Drilliidae.